# 日英和親条約
日英和親条約（にちえいわしんじょうやく、英: Anglo-Japanese Friendship Treaty）は、幕末の嘉永7年（1854年）、日本とイギリスの間で締結された最初の条約。当時の正式な文書名は日本国大不列顛国約定。日英約定（にちえいやくじょう）とも。

## 概要
アヘン戦争の結果、イギリスは中国大陸に巨大な利権を有することとなり、日本に対しての関心は高くなかった。アメリカが東インド艦隊を派遣するという情報をキャッチしても「やらせてみる」程度の反応であった。その後クリミア戦争が勃発し、そちらに艦艇を割かざるを得ず、日本との交渉は具体的な計画とはならなかった。
ところが、クリミア戦争の敵国であるロシアの艦隊が長崎に入港しているとの情報が得られ、東インド・中国艦隊司令ジェームズ・スターリングは、それを捕捉すべく長崎に向かった。1854年9月7日、スターリング率いる帆走フリゲートウィンチェスターを旗艦とするイギリス艦隊が長崎に侵入した。すでにロシア艦隊は長崎にはいなかったが、スターリングはイギリスとロシアが戦争中であること、ロシアが樺太および千島列島への領土的野心があることを警告し、幕府に対して局外中立を求めた。このときの長崎奉行は水野忠徳であったが、もともと水野はペリーとの交渉のために長崎に派遣されていた。このため、水野はスターリングも外交交渉のための来航と考え、幕府に許可を求めた。
幕府の許可を得た水野忠徳及び同目付永井尚志が同年10月14日（嘉永7年8月23日）、日英和親条約に調印した。スターリングは外交交渉を行う権利は有しておらず、かつ本国からの指示も受けていなかった。しかし、日本の北方でロシア海軍との交戦を行うためには、日本での補給を可能にすることには大きなメリットがあり、本国も追認した。
日本は先の日米和親条約で米国に下田と箱館の開港を認めていたが、この条約では長崎と箱館をイギリスに開放（条約港の設定）し、薪水の供給を認めた。また、犯罪を犯した船員の引き渡しや、片務的最恵国待遇などの規則も定められた。ただし通商規定（領事派遣の規定）は無く、加えて、条約港に来航したイギリス船は日本法に従うことが義務付けられた。これに香港総督ジョン・ボウリングは異論を挟んだが、清国との関係悪化によって妥結した。
その後、ロシアやオランダとも同様の和親条約が締結され、1858年にはエルギン伯爵ジェイムズ・ブルースが来日して五港開放や貿易とイギリス人の居住を認める日英修好通商条約が締結される。